# TK 83
O TK83 foi um computador doméstico produzido pela empresa brasileira Microdigital Eletrônica a entre Outubro de 1983. Em Dezembro de 1984 já deixava de ser anunciada pela Microdigital. . O TK83 era um clone do ZX81, e, para todos os efeitos práticos, pode ser considerado uma versão repaginada do TK82C com a função SLOW.

## Características
- Memória:
  - ROM: 8 KiB
  - RAM: 2 KiB expansível para 48 Kib
- Teclado: teclado de membrana, 40 teclas
- Display:
  - 32 X 24 texto
  - 64 x 44 ("semi-gráfico")
- Expansão:
  - 1 slot (na traseira)
- Portas:
  - 1 saída para TV (modulador RF, canal 3)
  - Interface de cassete
  - 1 soquete DIN para joystick
- Armazenamento:
  - Gravador de cassete (300 baud)